# Мамедов, Рауф (шахматист)
Ра́уф Маме́дов (азерб. Rauf Məmmədov; род. 26 апреля 1988, Баку) — азербайджанский шахматист, международный гроссмейстер. Пятикратный чемпион Азербайджана (2003, 2004, 2008, 2015, 2025). Трёхкратный чемпион Европы (2009, 2013, 2017) командного чемпионата в составе сборной Азербайджана.

## Биография
Занимается шахматами с 7 лет. В возрасте 11 лет выполнил норматив мастера ФИДЕ, после удачного выступления на чемпионате мира в Испании. В 2004 году удостоился звания международного гроссмейстера ФИДЕ.
Входил в состав сборной Азербайджана, которая 7-9 мая 2009 года сыграла против сборной мира в Баку в рамках Кубка Президента Азербайджана Гейдара Алиева.
В 2015 году выиграл чемпионат Европы по блицу, проходивший в Минске.

## Личная жизнь
В ноябре 2018 года женился на украинской шахматистке, обладательнице звания международного гроссмейстера среди женщин, чемпионке мира до 20 лет Наталье Буксе.

## Достижения
- 1995 — чемпион Москвы среди шахматистов до 10 лет
- 1996 — бронзовый призёр международного турнира ко дню независимости Украины. Киев, Украина
- 1997 — победитель международного турнира ко дню независимости Украины. Киев, Украина
- 1999 — победитель международного турнира, проходившего в Англии
- 1999 — победитель международного турнира в Дубае, ОАЭ
- 2001 — бронзовый призёр чемпионата Европы среди юношей до 14 лет. Халкида, Греция
- 2003 — победитель чемпионата Азербайджана по шахматам, среди взрослых
- 2003 — победитель чемпионата Европы среди юношей, проходившем в Турции
- 2003 — серебряная медаль чемпионата Европы среди юношей до 16 лет. Будва, Сербия и Черногория
- 2004 — чемпион Европы среди юношей до 16 лет
- 2004 — победитель чемпионата Азербайджана по шахматам, среди взрослых
- 2006 — серебряный призёр международного турнира в городе Измир, Турция
- 2007 — победитель международного турнира по быстрым шахматам (Rapid) на Мемориале Михаила Чигорина в Санкт-Петербурге, Россия[10][11]
- 2007 — 3 место на турнире Grandmaster на Мемориале Михаила Чигорина в Санкт-Петербурге, Россия[11].
- 2007 — 2 место на V Международном шахматном турнире «Юные звёзды мира», Мемориал Вани Сомова. Кириши, Россия
- 2007 — 3 место на командном чемпионате Европы. Ираклион, Греция
- 2008 — чемпион Азербайджана
- 2009 — победитель командного чемпионата Европы в составе сборной Азербайджана. Нови-Сад, Сербия
- 2013 — победитель командного чемпионата Европы в составе сборной Азербайджана. Варшава, Польша
- 2015 — чемпион Азербайджана
- 2015 — чемпион Европы по блицу. Минск, Белоруссия
- 2017 — победитель командного чемпионата Европы в составе сборной Азербайджана. Крит, Греция
- 2019 — серебряный призёр чемпионата Европы по рапиду. Таллин, Эстония[12]
- 2020 — 3 место на турнире Аэрофлот Опен. Москва, Россия[13]
- 2025 — чемпион Азербайджана[7]

## Изменения рейтинга
В обновленном рейтинге ФИДЕ по состоянию на 30 апреля 2025 года Рауф Мамедов с 2 657 баллами занимает 69-е место